# Břežany (district de Rakovník)
Pour les articles homonymes, voir Břežany.
Břežany (en allemand : Breschan) est une commune du district de Rakovník, dans la région de Bohême-Centrale, en République tchèque. Sa population s'élevait à 133 habitants en 2020.

## Géographie
Břežany se trouve à 15 km au sud-ouest de Rakovník, à 42 km au sud-sud-ouest de Louny et à 62 km à l'ouest-sud-ouest de Prague.
La commune est limitée par Čistá au nord, par Šípy à l'est, et par Kožlany au sud et à l'ouest.

## Histoire
La première mention écrite de la localité date de 1414.

## Transports
Par la route, Břežany se trouve à 21,5 km de Rakovník, à 56 km de Louny et à 79 km de Prague.